# Universitat de Leeds
La Universitat de Leeds és una universitat de la ciutat de Leeds, West Yorkshire, Anglaterra, fundada el 1904.

## Història
La universitat s'establia en 1831 com Leeds School of Medicine. En 1887, era en part de la Universitat de Victòria Federal. Seguint una Carta Real i Acte de Parlament en 1904, es convertia en una universitat independent amb el dret per conferir els seus propis graus, anomenada la Universitat de Leeds.